# Öffentliche Reformverwaltung
Als Öffentliche Reformverwaltung (englisch new public management, bzw. das NPM; deutsch auch Neues Steuerungsmodell) wird eine Richtung innerhalb der Verwaltungsreform und Staatsmodernisierung bezeichnet, die auf der Übernahme privatwirtschaftlicher Managementtechniken in der öffentlichen Verwaltung beruht. Die Eckpunkte des New Public Management variieren je nach Land und/oder Autor. In Europa fand vor allem in Großbritannien eine besonders radikale Variante des NPM Anwendung (Thatcherismus). NPM entstammt den 1980er Jahren mit ihrer Dominanz wirtschaftsliberaler Regierungen, insbesondere der Politik Margaret Thatchers und Ronald Reagans, aber auch sozialdemokratischer Regierungen wie in Neuseeland oder Schweden. Viele Reformansätze wurden auch von Nachfolgeregierungen (Tony Blair, Bill Clinton) in wesentlichen Punkten weitergeführt.

## Theoretisch-konzeptioneller Hintergrund
Es ist umstritten, ob das New Public Management ein kohärenter und konsistenter Ansatz ist. Aufgrund der willkürlichen Zusammenstellung der einzelnen Bestandteile wie auch der unterschiedlichen theoretischen Strömungen, aus denen das New Public Management entstanden ist, kann ein universaler, genuiner Kern nicht bestimmt werden; andererseits ergibt sich in der – auch transnationalen – Gesamtsicht schon ein deutlich beschreibbarer Ansatz, der als NPM identifiziert werden kann und auch wird. Wesentliche theoretisch-konzeptionelle Grundströmungen im NPM sind Ansätze der Neuen Politischen Ökonomie, die im Wesentlichen mehr Wahlrechte für die als Kunden der öffentlichen Verwaltung verstandenen Bürger einfordern, aber auch der politischen Entscheidungsträger gegenüber der Verwaltung (Auftraggeber-Auftragnehmer-Modell). Neben diesen aus den Überlegungen von "Public Choice" entstandenen Reformzielen sind ebenfalls die Ansätze des "Managerialismus", also der Übernahme betriebswirtschaftlicher Prinzipien und Instrumente typisch für NPM. Ferner ist zu beachten, dass einige Staaten betriebswirtschaftliche Ansätze auch um neue Qualitätsdefinitionen, die eng in Zusammenhang mit Nutzerdemokratie stehen, also die Mitbestimmung und Koproduktion der Empfänger von öffentlichen Leistungen an der Leistungsproduktion selbst ergänzen. Dies gehört aber international nicht zum gemeinsamen Grundverständnis des NPM.
In der Zielvorstellung, die Bürger möglichst als Kunden zu sehen, hat die NPM einen Berührungspunkt mit dem um 2000 aufgekommenen Konzept der Bürgerkommune – die allerdings den Schwerpunkt auf besondere Bürgernähe legt. Dieses hatte jedoch weder theoretisch noch praktisch in Deutschland eine wesentliche Rolle in der Verwaltungsmodernisierung gespielt.

## Inhalte
Bei den Inhalten von NPM ist stark zu berücksichtigen, wie welches Land die Idee von NPM aufgenommen und in Handlungsempfehlungen umgesetzt hat. In Deutschland wurden die Ziele auf die betriebswirtschaftlichen Ziele reduziert, eine Umsetzung der Ideen von Public Choice fand nur sehr begrenzt statt. Für Deutschland heißt das:
Ziel des im Deutschen als "Neues Steuerungsmodell" perzipierten Idee von NPM ist eine effizientere Verwaltung durch Einführung betriebswirtschaftlicher Effizienzkriterien. Gekennzeichnet ist das NPM durch Schlagworte wie flache Hierarchien, Kundenorientierung, Zielvereinbarungen, Umbau des Beamtenstatus, Entpolitisierung der Verwaltung und durch englische Ausdrücke wie lean management (schlankes Management), Total-Quality-Management, Benchmarking und Contracting-Out.
Kernelemente des NPM sind:
- Neudefinition der Rolle und Funktionen durch stärkere Marktorientierung
- Verselbständigung von Verwaltungseinheiten (enabling authority, agencyfication)
- Reorganisation der Betriebsorganisation
- Modernisierung des Rechnungswesens und Einführung von Controllingkonzepten zur Ergebnissteuerung
- stärkere Kundenorientierung
- stärkere Leistungsorientierung in der Personalpolitik

## Nationale Strategien des NPM

### Neuseeland
Kernpunkte der zentralstaatlichen Modernisierung der Labour-Regierung (Rogernomics) waren:
- Reform des Budgetierungsverfahren;
- Einführung nicht-kameralistischer Haushaltsmittelbewirtschaftungssysteme;
- Stabilisierung der Rollentrennung zwischen Politik und Verwaltung und zwischen „bestellenden“ und „ausführenden“ Verwaltungseinheiten;
- grundlegende Reform des öffentlichen Dienstrechtes und schließlich
- Auslagerung kommerzieller Aktivitäten der Zentralregierung in öffentliche Betriebe, z. T. auch vollständige materielle Privatisierung der öffentlichen Betriebe unter dem Verbot der Wettbewerbsverzerrung.

Ursache der Staatsmodernisierung war der Beitritt Großbritanniens zur damaligen Europäischen Gemeinschaft. Dadurch verlor Neuseeland seinen wichtigsten Absatzmarkt. Die Exporte waren wenig international wettbewerbsfähig und die Wirtschaftspolitik konzentrierte sich einseitig auf Großbritannien. Die Potenziale des australasiatischen Marktes wurden nicht genutzt. Durch den Verlust der Absatzmärkte verlor die Währung an Wert, die Staatsverschuldung stieg an und auch die Handelsbilanz belastete die Wirtschaft Neuseelands. Mittlerweile wird in Neuseeland – auch unter dem Eindruck des Schick-Reports, einer umfangreichen, vom Staat selbst in Auftrag gegebenen Analyse – vor allem auf die sozialen Kosten und die Entdemokratisierung hingewiesen, die grundlegenden Veränderungen sind allerdings nicht rückgängig gemacht worden. Gleichwohl ist die ökonomische Situation Neuseelands heute unbestritten besser als jene der frühen 1980er Jahre.

### Großbritannien
Die ökonomische Situation in Großbritannien war Anfang der 80er Jahre durch eine seit längerem andauernde negative Wirtschaftsentwicklung, hohe Arbeitslosigkeit und durch – im europäischen Vergleich – überdurchschnittlich hohe Ausgaben charakterisiert. Seit Beginn der konservativen Regierungsära 1979 war die Modernisierung des öffentlichen Sektors ein zentrales Politikziel. Vorrangig galt es, die Ausgaben im öffentlichen Bereich deutlich zu senken. Seit 1981 ging der Trend hin zu einem immer kleiner werdenden Anteil der Staatsausgaben am Bruttoinlandsprodukt, welcher sich nach 1986 besonders deutlich zeigte. Dies ist auch darauf zurückzuführen, dass die britische Zentralregierung seit 1979/80 die Ausgaben der Kommunen stark einschränkte sowie deren Einnahmen begrenzte. Margaret Thatchers Ziel war es, die öffentlichen Ausgaben zu reduzieren, indem der öffentliche Sektor an sich reduziert wurde (Privatisierung der seit 1945 verstaatlichten Schlüsselindustrien wie Schiffbau, Bergbau und andere), Verringerung des Einflusses der Gewerkschaften und Kostenbegrenzung auf subnationaler Ebene. Die Ziele waren ähnlich wie in Neuseeland, allerdings war der Reformprozess top-down orientiert, wurde mit hohen politischen Kosten gegen großen Widerstand durchgedrückt, und führte letztlich auch zum Sturz von Margaret Thatcher. Wesentliche Reformen sind durch die Regierung Blair nicht vorgenommen worden, die zentralen Veränderungen der Regierungszeit Thatcher und Major blieben unangetastet. Wie in Neuseeland setzte die Regierung Blair vor allem auf die vernachlässigten Bereiche wie Bildung und soziale Standards.

### Schweiz
Die Entwicklung in der Schweiz war ursprünglich stark von den Vorbildern im Ausland geprägt, ist dann aber doch sehr eigenständig verlaufen. Vor allem Neuseeland, die Niederlande und später Skandinavien dienten als Ideenlieferanten für die Ausarbeitung einer Schweizer Version des NPM: die Wirkungsorientierte Verwaltungsführung. Die ersten Reformbestrebungen gingen (ca. 1991) primär von Chefbeamten aus, die den als bürokratisch empfundenen Staat wieder handlungsfähiger machen wollten, und denen es gelang, führende Exekutivpolitiker für ihre Ideen zu gewinnen. 1993 wurden erste größere Projekte gestartet (Kantone Bern und Luzern, Städte Bern und Baden), die um 1996 mit Pilotämtern getestet wurden. Seit ca. 2000 erfolgte die Umsetzung in den meisten Kantonen, jedoch noch in wenigen Städten. Auch auf Bundesebene findet die Wirkungsorientierte Verwaltungsführung nur zurückhaltend statt.
Was die Schweiz von anderen Ländern unterscheidet, ist der starke und konsequente Bezug zur Wirkung staatlichen Handelns (statt bloß der Leistungen). Zwar ist auch hier die Wirkungsmessung ein weitgehend ungelöstes Problem, doch die Grundhaltung der Ausrichtung aller Maßnahmen an Wirkungszielen ist unbestritten. Außerdem erlaubt das politische System der Schweiz ein ausgesprochen pragmatisches, lösungsorientiertes Vorgehen.
Eine Evaluation nach fünf Jahren „Neuer Verwaltungsführung“ (NEF) im Kanton Bern ergab, dass diese zwar die Transparenz des staatlichen Handelns erhöht, aber die Erwartungen insgesamt nicht erfüllt habe: Die vorgesehene Steuerung über Leistungs- und Wirkungsziele sowie die Trennung zwischen operativer und strategischer Steuerung sei zu theoretisch und im politischen Alltag nicht umsetzbar. Deshalb erfolge die politische Steuerung weiterhin durch traditionelle Instrumente wie parlamentarische Vorstösse und den Budgetprozess.

### Lateinamerika
In Lateinamerika setzte die Reformwelle Ende der 1980er Jahre ein. Sie stand dort in vielen Ländern in engem zeitlichen und inhaltlichen Zusammenhang mit der Umorientierung des gesamten Staatshandelns auf ein stärker marktwirtschaftlich ausgerichtetes Wirtschafts- und Entwicklungsmodell. Neben der angestrebten Effizienz- und Leistungssteigerung gehören in Lateinamerika auch die Vertiefung der Demokratie und der Abbau von Armut und Ungleichheit zu den NPM-Zielen. Die Reformen haben in Lateinamerika flächendeckend stattgefunden, jedoch mit unterschiedlicher Intensität und mit unterschiedlichem Erfolg von Land zu Land. Bislang haben Brasilien und Chile die weitreichendsten Fortschritte erzielt. Lateinamerika ist auch im Vergleich mit den anderen Entwicklungsregionen der Welt hinsichtlich folgender Aspekte der NPM-Reformagenda auf einem guten Stand: Bürgerbeteiligung (insbesondere auf lokaler Ebene), E-Government und Dezentralisierung. Große Defizite bestehen hingegen bezüglich der Durchsetzung meritokratischer Prinzipien im öffentlichen Dienst; bezüglich der effektiven Implementierung von Evaluierungsprozessen und – trotz einer mittlerweile abgeebbten Welle von Privatisierungen ehemals staatlicher Unternehmen – in der Einführung von Markt- und Wettbewerbsmechanismen im öffentlichen Sektor.

## Rezeption von NPM in Deutschland

### Das Neue Steuerungsmodell
Die internationalen Ansätze zur Modernisierung des Staates auf kommunaler Ebene wurden in Deutschland selektiv wahrgenommen. Das deutsche Neue Steuerungsmodell in seiner Originalfassung von 1993 weist einige wesentliche Unterschiede zu anderen nationalen Modernisierungsprogrammen auf: Auffallend ist, dass vor allem Strukturelemente Eingang gefunden haben, während Prozesselemente vernachlässigt blieben – ebenso fehlen Anknüpfungspunkte für frühere Veränderungen aus einzelnen Politikfeldern – im Unterschied zu den Entwicklungen beispielsweise in Schweden, Dänemark oder Finnland. Gleichwohl lässt sich das Neue Steuerungsmodell als eine Variante des New Public Management bestimmen; diese beschränken sich aber auf die enumerative Zusammenstellung der unterschiedlichen und teilweise konkurrierenden, gar widersprüchlichen Elemente. Ein Vergleich nationaler Modernisierungsansätze unter Berücksichtigung der institutionellen Rahmenbedingungen und Ausgangspunkten der Verwaltungsmodernisierung legt wesentliche Unterschiede offen.
Mit dem Neuen Steuerungsmodell wurde konzeptionell ein Schritt in Richtung eines Wandels der öffentlichen Verwaltung hin zum Dienstleistungsunternehmen gemacht. Die bürokratischen Strukturmuster der Kommunalverwaltung, die strenge Arbeitsteilung und Hierarchisierung – „Atomisierung“ – führten angeblich zu einem System der organisierten Unverantwortlichkeit, welche seit den frühen 1990er Jahren zunehmend als Kernproblem öffentlicher Verwaltung angesehen wurde. Die Grundideen des Neuen Steuerungsmodells stellen einen Bruch mit früheren Empfehlungen und Berichten der Kommunalen Gemeinschaftsstelle für Verwaltungsmanagement (KGSt) dar, obgleich schon seit den späten 1970er Jahren und vor allem in den 1980er Jahren in einzelnen Politikfeldern sich interessante Innovationen entwickelten, die nur noch begrenzt mit den tradierten Verwaltungsstrukturen und -prozessen auf kommunaler Ebene vereinbar waren. Insbesondere in den „neuen“ gestaltenden Handlungsfeldern der Städte und Gemeinden wie Stadtsanierung und -erneuerung, der Kinder- und Jugendhilfe, der kommunalen Beschäftigungsförderung, aber auch im klassischen, rechtsorientierten Baurecht wurden Formen der Partizipation und Mitbestimmung eingeführt. Diese Innovationen waren jedoch auf ihr Politikfeld begrenzt und haben nur begrenzte Wirkung auf die Gesamtkonzeption der öffentlichen Verwaltung gehabt. Sie sind auch nicht in das Neue Steuerungsmodell eingeflossen.
Das deutsche Neue Steuerungsmodell orientierte sich sehr stark an den Verwaltungsstrukturen und Elementen der niederländischen Stadt Tilburg. Der KGSt-Bericht zu Tilburg ist bislang die einzige Fallstudie, die die KGSt veröffentlicht hat. In diesem Bericht lassen sich die Grundstrukturen und -elemente des zwei Jahre später erschienenen Berichts zum Neuen Steuerungsmodell bereits deutlich erkennen. Durch den Bericht ist das so genannte „Tilburger Modell“ deutschlandweit bekannt geworden. Dass Tilburg Vorbild für das deutsche Neue Steuerungsmodell wurde, war eher Zufall und weniger das Ergebnis einer systematischen Suche nach brauchbaren Lösungen für die deutsche Kommunalverwaltung. Die Grundzüge des Neuen Steuerungsmodells basieren also auf einer für die damalige Zeit „innovativen“ Organisationsstruktur einer niederländischen Stadt, wobei in dem Bericht der KGSt – und auch den nachfolgenden, ergänzenden und erweiternden Folgeberichten – unverkennbar der Schwerpunkt auf die eingeführten Instrumente gelegt wurde. Die internationale Diskussion, gemeinhin unter dem Begriff „New Public Management“ zusammengefasst, erreichte Deutschland somit nur mittelbar, obwohl im Laufe der Zeit, gerade von Seiten der Verwaltungswissenschaft, eine Rezeption des generellen NPM – wenn auch mit Verzögerung und ohne sie immer in den Diskurs der Praxis einfügen zu können – stattfand.

### Kosten- und Leistungsrechnung / Controlling
Der Einsatz der betriebswirtschaftlichen Kosten- und Leistungsrechnung (KLR) in geeigneten Bereichen wurde im Zuge der Diskussionen der 1990er Jahre zu den Stichworten "Schlanker Staat" und "Neues Steuerungsmodell" durch Einfügung von Absatz 3 in Paragraph 7 der Bundeshaushaltsordnung (BHO) verankert.
Auf Bundesebene unternahm es z. B. das Bundesministerium der Verteidigung, die Daten der KLR zur zielorientierten Steuerung und Planung durch Controlling zu nutzen. Auch das Auswärtige Amt schloss im Jahr 2004 die Einführung von KLR ab.

## Kritik
Kritisiert wird (z. B. von Wilson), NPM sei „staatsfeindlich“, fördere den „Rückbau des Staates“, begünstige einseitig private Erstellung und Erfüllung von Aufgaben (Privatisierung) und zerstöre die Grundlagen der partizipativen Demokratie, da die Reduktion des Bürgers zum schlichten Kunden keinen Fort-, sondern einen undemokratischen Rückschritt darstelle.
Von der besonders aus dem akademischen Bereich kommenden Kritik wird dem NPM vorgeworfen, von einer zu großen Ähnlichkeit von Staat und privatem Sektor auszugehen, obwohl der Staat vom Gewaltmonopol geprägt sei und sich staatliches Handeln am Gemeinwohl zu orientieren habe, wogegen die Geschäftswelt vom Streben nach Gewinnmaximierung gekennzeichnet sei. Das sei prinzipiell in allen Ländern so, die dem – naturgemäß generalisierenden – Label des NPM gefolgt sind.
Von betriebswirtschaftlicher Seite (u. a. König, Evans/Rauch, Christensen) wird vorgebracht, dass NPM überhaupt keine Effizienzverbesserung herstelle, unter anderem da mit „Pseudo-Märkten“ agiert werde, dass die Reformen teurer seien als jede Einsparung (Beispiele aus Neuseeland und zumal Großbritannien; Studie der CEP der London School of Economics), und dass NPM-Strukturen der Aufgaben gerade hinsichtlich der Wirtschaft nicht gewachsen seien. (Zusammenhang von klassischer Verwaltung und Wirtschaftswachstum; Evans/Rauch).
Weitere Kritik erfuhr NPM – Mitte der 1990er- in den USA bis spätestens Anfang der 2000er-Jahre in Europa – durch die Verbreitung des Public-Value-Managements (PVM), das einen größeren Fokus auf Einbindung diverser Stakeholder und Netzwerke, sowie die Erfassung langfristigen gesellschaftlichen Mehrwertes legte. Da der Ansatz sowohl aus Kritik an NPM als auch traditionellen Verwaltungsprinzipien hervorging, und dennoch die Einbindung betriebswirtschaftlicher Rationalisierung aufgreift, wird PVM gelegentlich als Weiterentwicklung des NPM wahrgenommen.

## Nach NPM
Zu Anfang des 21. Jahrhunderts wird wissenschaftlich stark auf die problematischen Aspekte des NPM hingewiesen, wohingegen es in der Praxis, etwa in Deutschland auf der Ebene der (insbesondere kommunalen) Verwaltungsreform und international durch das Konzept der Good Governance, immer noch deutliche Wirkung zeigt. Heute ist die Frage der Verwaltungswissenschaft, welche Erkenntnisse moderner Managementtheorien für Verwaltungsreformen unter welchen Umständen sinnvoll übernommen werden können (Jann). Als empirisches und auch normatives Folge-Paradigma von Verwaltungsorganisation zeichnet sich für Deutschland der „Neo-Weberianische Staat“ (Neo-Weberian State; Pollitt/Bouckaert) ab.

## Grundlegende Literatur
- Dietrich Budäus: Public Management. Konzepte und Verfahren zur Modernisierung öffentlicher Verwaltungen. (= Modernisierung des öffentlichen Sektors. Band 2). Berlin 1994.
- Dietrich Budäus, Peter Gronbach (Hrsg.): Umsetzung neuer Rechnungs- und Informationssysteme in innovativen Verwaltungen. 1. Norddeutsche Fachtagung zum New Public Management. Haufe Verlagsgruppe, Freiburg/Berlin/München 1999, ISBN 3-448-03961-6.
- Werner Jann, Manfred Röber, Hellmut Wollmann: Public Management – Grundlagen, Wirkungen und Kritik. Edition Sigma, Berlin 2006, ISBN 3-89404-776-3.
- Walter J. M. Kickert (Hrsg.): Public Management and Administrative Reform in Western Europe. Cheltenham – Northampton, MA 1997. (Darin bes. Kickert, „Public Management in the United States and Europe“: 15–38; König, „Entrepreneurial Management or Executive Administration: The Perspective of Classical Public Administration“: 213–232; Wright, „The Paradoxes of Administrative Reform“, S. 7–13.)
- Christopher Pollitt, Geert Bouckaert. Public Management Reform. A Comparative Analysis. Oxford 2000.
- Adrian Ritz: Evaluation von New Public Management. Bern/Stuttgart/Wien 2003.
- Kuno Schedler, Isabella Proeller: New Public Management. 5., korrigierte Auflage. Haupt, Bern 2011, ISBN 978-3-8252-3638-0.

## Weiterführende Literatur
- Kristof Tobias Germer: Erfolgreiches Verwaltungsmanagement - Grundlagen für Führungskräfte in der öffentlichen Verwaltung. Springer Gabler Verlag, Berlin 2021, ISBN 978-3-662-63484-4.
- Jörg Becker, Lars Algermissen, Thorsten Falk: Prozessorientierte Verwaltungsmodernisierung. Prozessmanagement im Zeitalter von E-Government und New Public Management. Springer, Berlin 2007, ISBN 978-3-540-71249-7.
- Th. Edeling u. a. (Hrsg.): Öffentliches und privates Management. Fundamentally alike in All Unimportant Respects? Opladen 1998.
- Peter Evans, James E. Rauch: Bureaucracy and Growth: A Cross-National Analysis of the Effectiveness of 'Weberian' State Structures on Economic Growth. In: American Sociological Review. Band 64, 1999, S. 748–765.
- G. Grüning: Grundlagen des New-public-Management. Münster 2000.
- M. Shamsul Haque: The Diminishing Publicness of Public Service under the Current Mode of Governance. In: Public Administration Review. Band 61, Nr. 1, 2001, S. 65–82.
- Dennis Hilgers: Performance Management: Leistungserfassung und Leistungssteuerung in Unternehmen und öffentlichen Verwaltungen. Gabler, Wiesbaden 2008, ISBN 978-3-8349-0932-9.
- Jürgen Kögelmann: New Public Management. Möglichkeiten und Grenzen des Neuen Steuerungsmodells. Wiesbaden VS Verlag für Sozialwissenschaften, 2007, ISBN 978-3-531-15409-1.
- Klaus König: Zur Kritik eines neuen öffentlichen Managements. Speyer 1997.
- K. König, J. Beck: Modernisierung von Staat und Verwaltung. Zum Neuen Öffentlichen Management. Baden-Baden 1996.
- Nick Manning: The New Public Management & Its Legacy. In: Administrative & Civil Service Reform.
- Henry Mintzberg: Managing Government – Governing Management. In: Harvard Business Review. Mai–Juni 1996, S. 75–83.
- Frieder Naschold, Maria Oppen, Alexander Wegener (Hrsg.): Innovative Kommunen. Stuttgart 1998.
- Frieder Naschold, Maria Oppen, Alexander Wegener: Kommunale Spitzeninnovationen. Berlin 1998.
- A. Pelizzari: Die Ökonomisierung des Politischen: new public management und der neoliberale Angriff auf die öffentlichen Dienste. Konstanz 2001, ISBN 3-89669-998-9.
- Norbert Thom, Adrian Ritz: Public Management. Innovative Konzepte zur Führung im öffentlichen Sektor. 3., vollst. überarb. Auflage. Wiesbaden 2006, ISBN 3-409-11577-3.
- Mathias Binswanger: Sinnlose Wettbewerbe. Warum wir immer mehr Unsinn produzieren. Herder, Freiburg/Basel/Wien 2012, ISBN 978-3-451-06482-1.